# Il paradiso degli orchi
Il paradiso degli orchi (Au bonheur des ogres) è il primo romanzo del ciclo di Malaussène creato da Daniel Pennac.
Il titolo dell'opera ricalca quello del romanzo Al paradiso delle signore (Au bonheur des dames) di Émile Zola, come lo stesso Pennac spiega attraverso la regina Zabo in Signor Malaussène, cap.14.

## Trama
Il libro narra la storia di Benjamin Malaussène, che di mestiere fa il capro espiatorio in un grande magazzino. 
Ufficialmente incaricato del controllo tecnico, il mestiere di Malaussène consiste in realtà nell'accollarsi le colpe di tutti i malfunzionamenti della merce davanti ai clienti che hanno subito il danno e si sono recati a protestare con la direzione del negozio, farsi umiliare e licenziare e così muovere a pietà il cliente stesso, che sentendosi in colpa ritira il reclamo e fa risparmiare soldi al Grande Magazzino.
Benjamin è il maggiore di una tribù di sorellastre e fratellastri: Louna, Clara, Thérèse, Jérémy e il Piccolo, oltre al cane Julius. La famiglia Malaussène vive nel quartiere parigino di Belleville, accanto a un ristorante arabo gestito dalla mamma adottiva della famiglia, Yasmina, e da tutta la sua famiglia. Infatti, la vera madre dei Malaussène è uno spirito libero e molto spesso scompare per lunghissimi periodi, tornando incinta e abbandonata dal suo ennesimo grande amore. La storia ha inizio quando, nel Grande Magazzino dove Benjamin lavora, iniziano ad esplodere diverse bombe. 
Per scoprire chi sia realmente il colpevole dello scoppio delle bombe, Ben, con i suoi fratelli e il collega Theo, inizia ad indagare sul caso. Vengono a scoprire che, durante la seconda guerra mondiale, proprio nel Grande Magazzino erano stati uccisi dei bambini da una setta di orchi col mito del Superuomo, adesso diventati anziani, di diversa estrazione sociale e provenienza. Grande aiuto viene dato da una giornalista, Julie, la quale ben presto s'innamora della disastrata famiglia Malaussène e dello stesso Benjamin. Infatti, nel finale, riesce a scrivere un articolo sul mestiere del capro espiatorio e, dopo che Benjamin è stato allontanato e assunto in una nuova agenzia, le Edizioni del Taglione, i due si metteranno insieme.

## Personaggi
- Benjamin Malaussène: il protagonista. Lavora nel Grande Magazzino dove avvengono degli omicidi. Di mestiere è capro espiatorio, cioè viene pagato per farsi umiliare da un altro addetto, in modo che i clienti venuti a reclamare si impietosiscano a tal punto da rinunciare al risarcimento; Benjamin vive con una numerosa famiglia, tranne la madre, la quale è sempre in fuga con l'amore di turno.

- Louna Malaussène: la seconda in ordine di età, infermiera. Vive per conto suo, ma non esita a farsi sentire, lamentandosi del periodo difficile che sta passando con il fidanzato dottore a causa della sua gravidanza indesiderata

- Clara Malaussène: una dolcissima e bellissima ragazza poco più che adolescente, platonicamente innamorata di Ben e con una grande passione per la fotografia.

- Thérèse Malaussène: strana ragazza con doti da sensitiva, che le saranno molto utili per salvare più volte la vita ai membri della famiglia.

- Jérémy Malaussène: ragazzino pestifero e geniale che riesce perfino ad incendiare la scuola.

- Il Piccolo: colui che ha, come la sorella Therèse, visioni sugli orchi e quindi su coloro che sono i responsabili delle esplosioni nel Grande Magazzino.

- Julius: l'enorme e puzzolente cane da tanti anni fedele al suo padrone.

- Julie Corrençon: un'attraente giornalista d'assalto che avrà una relazione con Ben.

- Theo: collega e grande amico del protagonista, omosessuale e fanatico di abiti.

- Stojil[1], un'ex sentinella durante la guerra e ora guardiano notturno del grande magazzino, fedele amico di scacchi di Ben. Il personaggio, inoltre, è ispirato a un reale amico di Pennac.

- Il commissario Rabdomant: personaggio serio e tranquillo, ma impeccabile che si occupa del caso dei Grandi Magazzini.

## Ambientazione
Parigi, quartiere Belleville, dove abita Monsieur Malaussène, vicino al celebre cimitero di Père-Lachaise. Si tratta di un quartiere popolato da immigrati di varie etnie, cornice viva e colorata del romanzo. La famiglia Malaussène vive in uno stabile al cui pian terreno vi era una ferramenta. Qui soggiornano tutti i fratelli e sorelle di Benjamin, che sua madre ha avuto da vari amori, mentre egli vive al quinto piano. Comunica con i fratelli attraverso un citofono interno.
La dimensione temporale del romanzo, ovvero quando è ambientato, non è specificato ma si può dedurre durante il libro, pubblicato nel 1985, che la storia si svolge nei primi anni '80. Lo si può intuire dal fatto che, nel romanzo, vi è una sequenza narrativa che descrive gli avvenimenti storici accaduti nel periodo nel quale si svolge la vicenda, e perché, soprattutto, viene citata la data di nascita di una delle vittime (21 gennaio 1919) che risulta essere sessantaduenne al momento della sua morte.

## Edizioni
- Daniel Pennac, Il paradiso degli orchi, traduzione di Yasmina Mélaouah, collana I Canguri, Feltrinelli, gennaio 1991,  p. 202, ISBN 88-07-70012-3.
- Daniel Pennac, Il paradiso degli orchi, traduzione di Yasmina Mélaouah, collana Universale Economica, Feltrinelli, maggio 1992, 2013,  p. 202, ISBN 978-88-07-88091-9.

## Opere derivate
Nel 2013 dal romanzo è stato tratto un omonimo film, diretto da Nicolas Bary e con Raphaël Personnaz nel ruolo di Benjamin e Bérénice Bejo nel ruolo di "Zia Julia".